# Gran Premio motociclistico del Giappone 2017
Il Gran Premio motociclistico del Giappone 2017 è stato la quindicesima prova del motomondiale del 2017, trentasettesima edizione nella storia di questo GP, trentaseiesima corsa nel contesto del motomondiale. Le tre gare sono state vinte da: Andrea Dovizioso per la MotoGP, Álex Márquez per la Moto2 e Romano Fenati per la Moto3.

## MotoGP
Andrea Dovizioso con la Ducati Desmosedici vince la gara della classe MotoGP, per lui si tratta della quinta vittoria stagionale, sedicesima della sua carriera nel motomondiale (settima totale in MotoGP). Il pilota italiano è arrivato davanti a Marc Márquez, pilota del team Repsol Honda, con al terzo posto Danilo Petrucci, anche lui su Ducati ma del team Octo Pramac Racing. 
Proprio i due piloti in lizza per la vittoria di questa gara sono in contesa per il titolo iridato, con Márquez che mantiene il primato nel mondiale con 244 punti, ma Dovizioso recupera cinque punti, portandosi a 11 punti di ritardo. 
Dal punto di vista statistico, prima di Dovizioso, l’ultimo pilota italiano ad aver vinto il Gran Premio del Giappone in MotoGP era stato Valentino Rossi nel 2008, mentre l’ultimo pilota Ducati a vincere in Giappone era stato Casey Stoner nel 2010. Con il secondo posto ottenuto in questa gara, Márquez raggiunge il traguardo dei cento piazzamenti a podio nel motomondiale.

### Arrivati al traguardo
| Pos. | Nº | Pilota             | Squadra                        | Motocicletta       | Giri | Tempo     | Griglia | Punti |
| ---- | -- | ------------------ | ------------------------------ | ------------------ | ---- | --------- | ------- | ----- |
| 1º   | 4  | Andrea Dovizioso   | Ducati Team                    | Ducati Desmosedici | 24   | 47'14.236 | 9º      | 25    |
| 2º   | 93 | Marc Márquez       | Repsol Honda                   | Honda RC213V       | 24   | +0.249    | 3º      | 20    |
| 3º   | 9  | Danilo Petrucci    | Octo Pramac Racing             | Ducati Desmosedici | 24   | +10.557   | 2º      | 16    |
| 4º   | 29 | Andrea Iannone     | Suzuki Ecstar                  | Suzuki GSX-RR      | 24   | +18.845   | 11º     | 13    |
| 5º   | 42 | Álex Rins          | Suzuki Ecstar                  | Suzuki GSX-RR      | 24   | +22.982   | 10º     | 11    |
| 6º   | 99 | Jorge Lorenzo      | Ducati Team                    | Ducati Desmosedici | 24   | +24.464   | 5º      | 10    |
| 7º   | 41 | Aleix Espargaró    | Aprilia Racing Team Gresini    | Aprilia RS-GP      | 24   | +28.010   | 4º      | 9     |
| 8º   | 5  | Johann Zarco       | Monster Yamaha Tech 3          | Yamaha YZR-M1      | 24   | +29.475   | 1º      | 8     |
| 9º   | 25 | Maverick Viñales   | Movistar Yamaha                | Yamaha YZR-M1      | 24   | +36.575   | 14º     | 7     |
| 10º  | 76 | Loris Baz          | Reale Avintia Racing           | Ducati Desmosedici | 24   | +48.506   | 13º     | 6     |
| 11º  | 44 | Pol Espargaró      | Red Bull KTM Factory Racing    | KTM RC16           | 24   | +56.357   | 8º      | 5     |
| 12º  | 21 | Katsuyuki Nakasuga | Yamalube Yamaha Factory Racing | Yamaha YZR-M1      | 24   | +1'00.181 | 23º     | 4     |
| 13º  | 22 | Sam Lowes          | Aprilia Racing Team Gresini    | Aprilia RS-GP      | 24   | +1'00.980 | 18º     | 3     |
| 14º  | 8  | Héctor Barberá     | Reale Avintia Racing           | Ducati Desmosedici | 24   | +1'03.118 | 17º     | 2     |
| 15º  | 53 | Esteve Rabat       | EG 0,0 Marc VDS                | Honda RC213V       | 24   | +1'03.514 | 19º     | 1     |
| 16º  | 45 | Scott Redding      | Octo Pramac Racing             | Ducati Desmosedici | 24   | +1'04.162 | 22º     |       |
| 17º  | 38 | Bradley Smith      | Red Bull KTM Factory Racing    | KTM RC16           | 24   | +1'06.271 | 7º      |       |
| 18º  | 7  | Hiroshi Aoyama     | EG 0,0 Marc VDS                | Honda RC213V       | 24   | +1'13.250 | 21º     |       |

### Ritirati
| Nº | Pilota          | Squadra               | Motocicletta       | Giri | Griglia |
| -- | --------------- | --------------------- | ------------------ | ---- | ------- |
| 19 | Álvaro Bautista | Pull&Bear Aspar       | Ducati Desmosedici | 21   | 16º     |
| 26 | Dani Pedrosa    | Repsol Honda          | Honda RC213V       | 20   | 6º      |
| 17 | Karel Abraham   | Pull&Bear Aspar       | Ducati Desmosedici | 19   | 20º     |
| 35 | Cal Crutchlow   | LCR Honda             | Honda RC213V       | 14   | 15º     |
| 46 | Valentino Rossi | Movistar Yamaha       | Yamaha YZR-M1      | 5    | 12º     |
| 31 | Kōta Nozane     | Monster Yamaha Tech 3 | Yamaha YZR-M1      | 3    | 24º     |

## Moto2
Il pilota spagnolo Álex Márquez vince la gara di questa classe, per il pilota del team EG 0,0 Marc VDS si tratta della terza vittoria stagionale, nonché settima vittoria della sua carriera nel contesto iridato. Alle spalle del vincitore giunge Xavi Vierge del team Tech 3 Racing, per lui si tratta del primo piazzamento a podio della sua carriera nel motomondiale. Completa il podio Hafizh Syahrin con la Kalex del team Petronas Raceline Malaysia.
Per quel che concerne il confronto per il titolo di campione del mondo, i due piloti coinvolti, Franco Morbidelli e Thomas Lüthi, concludono la gara rispettivamente in ottava ed undicesima posizione, con il pilota italiano che guadagna tre punti su quello svizzero (Morbidelli 256 punti totali e Lüthi 237). 

### Arrivati al traguardo
| Pos. | Nº | Pilota              | Squadra                    | Motocicletta       | Giri | Tempo     | Griglia | Punti |
| ---- | -- | ------------------- | -------------------------- | ------------------ | ---- | --------- | ------- | ----- |
| 1º   | 73 | Álex Márquez        | EG 0,0 Marc VDS            | Kalex Moto2        | 15   | 32'08.901 | 2º      | 25    |
| 2º   | 97 | Xavi Vierge         | Tech 3 Racing              | Tech 3 Mistral 610 | 15   | +1.465    | 3º      | 20    |
| 3º   | 55 | Hafizh Syahrin      | Petronas Raceline Malaysia | Kalex Moto2        | 15   | +3.134    | 6º      | 16    |
| 4º   | 42 | Francesco Bagnaia   | SKY Racing Team VR46       | Kalex Moto2        | 15   | +5.415    | 12º     | 13    |
| 5º   | 54 | Mattia Pasini       | Italtrans Racing           | Kalex Moto2        | 15   | +5.618    | 4º      | 11    |
| 6º   | 30 | Takaaki Nakagami    | Idemitsu Honda Team Asia   | Kalex Moto2        | 15   | +6.163    | 1º      | 10    |
| 7º   | 44 | Miguel Oliveira     | Red Bull KTM Ajo           | KTM Moto2          | 15   | +7.597    | 5º      | 9     |
| 8º   | 21 | Franco Morbidelli   | EG 0,0 Marc VDS            | Kalex Moto2        | 15   | +11.400   | 15º     | 8     |
| 9º   | 77 | Dominique Aegerter  | Kiefer Racing              | Suter MMX2         | 15   | +11.572   | 11º     | 7     |
| 10º  | 7  | Lorenzo Baldassarri | Forward Racing             | Kalex Moto2        | 15   | +14.310   | 30º     | 6     |
| 11º  | 12 | Thomas Lüthi        | CarXpert Interwetten       | Kalex Moto2        | 15   | +26.571   | 13º     | 5     |
| 12º  | 87 | Remy Gardner        | Tech 3 Racing              | Tech 3 Mistral 610 | 15   | +30.183   | 19º     | 4     |
| 13º  | 23 | Marcel Schrötter    | Dynavolt Intact GP         | Suter MMX2         | 15   | +30.597   | 8º      | 3     |
| 14º  | 33 | Ikuhiro Enokido     | Teluru MOTOBUM Racing      | Kalex Moto2        | 15   | +32.037   | 25º     | 2     |
| 15º  | 6  | Tarran Mackenzie    | Kiefer Racing              | Suter MMX2         | 15   | +35.252   | 31º     | 1     |
| 16º  | 37 | Augusto Fernández   | Speed Up Racing            | Speed Up SF7       | 15   | +38.385   | 10º     |       |
| 17º  | 27 | Iker Lecuona        | Garage Plus Interwetten    | Kalex Moto2        | 15   | +40.934   | 18º     |       |
| 18º  | 49 | Axel Pons           | RW Racing GP               | Kalex Moto2        | 15   | +41.470   | 16º     |       |
| 19º  | 40 | Fabio Quartararo    | Pons HP40                  | Kalex Moto2        | 15   | +42.757   | 17º     |       |
| 20º  | 45 | Tetsuta Nagashima   | Teluru SAG                 | Kalex Moto2        | 15   | +43.147   | 29º     |       |
| 21º  | 24 | Simone Corsi        | Speed Up Racing            | Speed Up SF7       | 15   | +45.410   | 28º     |       |
| 22º  | 34 | Ryo Mizuno          | MuSASHi RT HARC-RRO        | Kalex Moto2        | 15   | +46.813   | 23º     |       |
| 23º  | 89 | Khairul Idham Pawi  | Idemitsu Honda Team Asia   | Kalex Moto2        | 15   | +50.531   | 33º     |       |
| 24º  | 32 | Isaac Viñales       | BE-A-VIP SAG               | Kalex Moto2        | 15   | +51.898   | 22º     |       |
| 25º  | 2  | Jesko Raffin        | Garage Plus Interwetten    | Kalex Moto2        | 15   | +53.699   | 27º     |       |
| 26º  | 62 | Stefano Manzi       | SKY Racing Team VR46       | Kalex Moto2        | 15   | +1'01.051 | 20º     |       |
| 27º  | 57 | Edgar Pons          | Pons HP40                  | Kalex Moto2        | 15   | +1'04.776 | 32º     |       |
| 28º  | 9  | Jorge Navarro       | Federal Oil Gresini        | Kalex Moto2        | 15   | +1'07.423 | 26º     |       |

### Ritirati
| Nº | Pilota           | Squadra            | Motocicletta | Giri | Griglia |
| -- | ---------------- | ------------------ | ------------ | ---- | ------- |
| 41 | Brad Binder      | Red Bull KTM Ajo   | KTM Moto2    | 7    | 24º     |
| 5  | Andrea Locatelli | Italtrans Racing   | Kalex Moto2  | 6    | 14º     |
| 11 | Sandro Cortese   | Dynavolt Intact GP | Suter MMX2   | 6    | 7º      |
| 19 | Xavier Siméon    | Tasca Racing       | Kalex Moto2  | 5    | 9º      |
| 10 | Luca Marini      | Forward Racing     | Kalex Moto2  | 1    | 21º     |

## Moto3
Nella classe Moto3 i piazzamenti a podio sono tutti ad appannaggio di piloti di nazionalità italiana, con Romano Fenati al primo posto, che coglie la sua terza vittoria stagionale, decima totale della sua carriera nel motomondiale. Dietro Fenati si classificano: Niccolò Antonelli con la KTM RC 250 GP del team Red Bull KTM Ajo e Marco Bezzecchi con la Mahindra MGP3O del team CIP. Per Bezzecchi si tratta del primo podio della carriera nel contesto iridato.
Proprio grazie ai 25 punti ottenuti da Fenati in questa gara ed il contestuale diciassettesimo posto di Mir (che quindi non ottiene punti), rimane aperta la contesa per il titolo mondiale, con Mir primo ma fermo a 271 punti, mentre Fenati si porta a 55 punti di ritardo (216 punti totali).

### Arrivati al traguardo
| Pos. | Nº | Pilota                 | Squadra                    | Motocicletta   | Giri | Tempo     | Griglia | Punti |
| ---- | -- | ---------------------- | -------------------------- | -------------- | ---- | --------- | ------- | ----- |
| 1º   | 5  | Romano Fenati          | Marinelli Rivacold Snipers | Honda NSF250R  | 13   | 29'22.278 | 6º      | 25    |
| 2º   | 23 | Niccolò Antonelli      | Red Bull KTM Ajo           | KTM RC 250 GP  | 13   | +4.146    | 2º      | 20    |
| 3º   | 12 | Marco Bezzecchi        | CIP                        | Mahindra MGP3O | 13   | +5.013    | 4º      | 16    |
| 4º   | 24 | Tatsuki Suzuki         | SIC58 Squadra Corse        | Honda NSF250R  | 13   | +8.767    | 14º     | 13    |
| 5º   | 44 | Arón Canet             | Estrella Galicia 0,0       | Honda NSF250R  | 13   | +12.827   | 3º      | 11    |
| 6º   | 65 | Philipp Öttl           | Südmetall Schedl GP Racing | KTM RC 250 GP  | 13   | +14.865   | 21º     | 10    |
| 7º   | 21 | Fabio Di Giannantonio  | Del Conca Gresini          | Honda NSF250R  | 13   | +15.482   | 16º     | 9     |
| 8º   | 84 | Jakub Kornfeil         | Peugeot MC Saxoprint       | Peugeot        | 13   | +15.625   | 19º     | 8     |
| 9º   | 64 | Bo Bendsneyder         | Red Bull KTM Ajo           | KTM RC 250 GP  | 13   | +15.947   | 11º     | 7     |
| 10º  | 17 | John McPhee            | British Talent             | Honda NSF250R  | 13   | +16.216   | 17º     | 6     |
| 11º  | 41 | Nakarin Atiratphuvapat | Honda Team Asia            | Honda NSF250R  | 13   | +16.414   | 12º     | 5     |
| 12º  | 8  | Nicolò Bulega          | SKY Racing Team VR46       | KTM RC 250 GP  | 13   | +18.783   | 1º      | 4     |
| 13º  | 16 | Andrea Migno           | SKY Racing Team VR46       | KTM RC 250 GP  | 13   | +19.057   | 10º     | 3     |
| 14º  | 42 | Marcos Ramírez         | Platinum Bay Real Estate   | KTM RC 250 GP  | 13   | +19.536   | 22º     | 2     |
| 15º  | 88 | Jorge Martín           | Del Conca Gresini          | Honda NSF250R  | 13   | +21.208   | 7º      | 1     |
| 16º  | 33 | Enea Bastianini        | Estrella Galicia 0,0       | Honda NSF250R  | 13   | +22.731   | 5º      |       |
| 17º  | 36 | Joan Mir               | Leopard Racing             | Honda NSF250R  | 13   | +23.879   | 20º     |       |
| 18º  | 95 | Jules Danilo           | Marinelli Rivacold Snipers | Honda NSF250R  | 13   | +23.935   | 23º     |       |
| 19º  | 11 | Livio Loi              | Leopard Racing             | Honda NSF250R  | 13   | +33.663   | 15º     |       |
| 20º  | 40 | Darryn Binder          | Platinum Bay Real Estate   | KTM RC 250 GP  | 13   | +34.695   | 25º     |       |
| 21º  | 27 | Kaito Toba             | Honda Team Asia            | Honda NSF250R  | 13   | +39.533   | 27º     |       |
| 22º  | 4  | Patrik Pulkkinen       | Peugeot MC Saxoprint       | Peugeot        | 13   | +48.473   | 28º     |       |
| 23º  | 14 | Tony Arbolino          | SIC58 Squadra Corse        | Honda NSF250R  | 13   | +1'30.837 | 29º     |       |
| 24º  | 70 | Tom Toparis            | Cube Racing                | KTM RC 250 GP  | 13   | +2'18.580 | 30º     |       |

### Ritirati
| Nº | Pilota              | Squadra        | Motocicletta   | Giri | Griglia |
| -- | ------------------- | -------------- | -------------- | ---- | ------- |
| 58 | Juanfran Guevara    | RBA BOE Racing | KTM RC 250 GP  | 11   | 18º     |
| 19 | Gabriel Rodrigo     | RBA BOE Racing | KTM RC 250 GP  | 9    | 8º      |
| 71 | Ayumu Sasaki        | SIC Racing     | Honda NSF250R  | 9    | 24º     |
| 7  | Adam Norrodin       | SIC Racing     | Honda NSF250R  | 6    | 13º     |
| 96 | Manuel Pagliani     | CIP            | Mahindra MGP3O | 1    | 9º      |
| 48 | Lorenzo Dalla Porta | Aspar Mahindra | Mahindra MGP3O | 0    | 26º     |

### Non partito
| Nº | Pilota        | Squadra        | Motocicletta   |
| -- | ------------- | -------------- | -------------- |
| 75 | Albert Arenas | Aspar Mahindra | Mahindra MGP3O |